# Koldfront
En koldfront er grænsen mellem to luftmasser med forskellig temperatur i atmosfæren, hvor en koldere luftmasse fortrænger en varmere. En koldfront udløser ofte kraftig nedbør fx skybrud, eventuelt kombineret med torden og hagl.
Hvor koldfronten trænger frem, vil den først optræde ved jordoverfladen og lodret op til ca. 500 m, hvorefter den over flere hundrede km bøjer bagover og ophører i ca. 15 km højde, hvor tropopausen begynder, og vejret ophører. Den varmere luft foran koldfronten skubbes dels foran fronten, dels opad. Den del af luften, som skubbes opad og/eller blandes med den koldere luft afkøles, hvorved vanddamp vil kunne fortættes til lodrette skyer (cumulonimbus), og nedbøren udløses.
På et vejrkort vises koldfronten med en linje langs fronten med trekanter i den retning, fronten bevæger sig. Koldfronter kan indhente varmfronter og okkludere dem.  
Koldfronter opstår i Danmark især i forbindelse med lavtryk langs polarfronten, som den vestlige side trækker den koldere polarluft mod syd og siden øst. Søbriser er svage, lokale koldfronter.
Der findes 4 forskellige fronttyper; varmfront koldfront okklusionsfront stationær front
| Klima | Spire Denne artikel om klima og klimaforandringer er en spire som bør udbygges. Du er velkommen til at hjælpe Wikipedia ved at udvide den. |

- Wikimedia Commons har flere filer relateret til Koldfront